# Сіонтгорі
Сіонтгорі (груз. სიონთგორი) — село в Грузії.
За даними перепису населення 2014 року в селі проживає 49 осіб.